# Machaerina flexuosa
Machaerina flexuosa là loài thực vật có hoa trong họ Cói. Loài này được (Boeckeler) J.Kern mô tả khoa học đầu tiên năm 1959.